# Laranga
Laranga, également orthographié Taranga, est une commune rurale située dans le département de Thion de la province de la Gnagna dans la région de l'Est au Burkina Faso.

## Géographie
Laranga est située à 3,5 km au Sud-Est de Thion, le chef-lieu du département.

## Santé et éducation
Le centre de soins le plus proche de Laranga est le centre de santé et de promotion sociale (CSPS) de Thion.